# Ottawa (Ohio)
Ottawa és una població dels Estats Units a l'estat d'Ohio. Segons el cens del 2000 tenia 4.367 habitants.

## Demografia
Segons el cens del 2000, Ottawa tenia 4.367 habitants, 1.759 habitatges, i 1.157 famílies. La densitat de població era de 434,6 habitants per km².
Dels 1.759 habitatges en un 32% hi vivien nens de menys de 18 anys, en un 51,7% hi vivien parelles casades, en un 10,3% dones solteres, i en un 34,2% no eren unitats familiars. En el 30,4% dels habitatges hi vivien persones soles el 12,8% de les quals corresponia a persones de 65 anys o més que vivien soles. El nombre mitjà de persones vivint en cada habitatge era de 2,45 i el nombre mitjà de persones que vivien en cada família era de 3,08.
Per edats la població es repartia de la següent manera: un 26,8% tenia menys de 18 anys, un 8% entre 18 i 24, un 28% entre 25 i 44, un 22,9% de 45 a 60 i un 14,4% 65 anys o més.
L'edat mediana era de 37 anys. Per cada 100 dones de 18 o més anys hi havia 90,7 homes.
La renda mediana per habitatge era de 39.034 $ i la renda mediana per família de 50.810 $. Els homes tenien una renda mediana de 35.174 $ mentre que les dones 25.456 $. La renda per capita de la població era de 22.476 $. Aproximadament el 2,8% de les famílies i el 5,3% de la població estaven per davall del llindar de pobresa.

## Poblacions més properes
El següent diagrama mostra les poblacions més properes.